# Camp de Thiaroye (film)
Pour les articles homonymes, voir Thiaroye (homonymie).
Pour plus de détails, voir Fiche technique et Distribution.
Camp de Thiaroye est un film dramatique algéro-tuniso-sénégalais d'Ousmane Sembène (ancien tirailleur sénégalais) et Thierno Faty Sow présenté à la Mostra de Venise 1988. Il évoque ce qui sera appelé le massacre de Thiaroye. Ce film participe au retour de cet événement dans la mémoire et l'historiographie.
Le film suit des tirailleurs sénégalais venus des colonies de l'Afrique-Occidentale française, anciens combattants de l'armée française et prisonniers en Europe durant la Seconde Guerre mondiale, qui sont rassemblés avant leur démobilisation en novembre 1944 au camp de transit de Thiaroye au Sénégal. Soumis à divers humiliations, ils apprennent enfin que le montant des indemnités et pécule qui doit leur être payé (arriéré de solde, pécule, prime de démobilisation) sera divisé par deux. Un général, venu dans le camp pour imposer les décisions de l'administration, est brièvement maintenu de force. En représailles, le camp est attaqué à l'artillerie en pleine nuit le 1er décembre 1944. De nombreux tirailleurs sont tués.
L'histoire est organisée autour de la figure du sergent-chef Diatta. Sénégalais cultivé et élégant, parlant wolof, français et anglais, amateur de musique classique et de littérature, marié à une femme d'origine européenne et fier de son « africanité », il exacerbe les contradictions du système colonial. Il s'oppose au capitaine Labrousse, officier d'active des troupes coloniales, et est soutenu par le capitaine Raymond, qui rentre en France avec de nouveaux engagés à la fin du film.

## Synopsis
Résumé établi à partir du film lui-même
Des tirailleurs arrivent au port de Dakar, honorés par une fanfare militaire et salués joyeusement par des habitants. Sur la passerelle, des cercueils et des blessés précèdent les tirailleurs. Des Blancs en famille crient : « Vive De Gaulle, Vive la victoire ! ». Le capitaine Raymond, commandant le détachement des tirailleurs rapatriés, est accueilli par le commandant Auguste de la Place de Dakar et par le capitaine Labrousse, commandant le camp de transit de Thiaroye. Ce dernier remarque que les tenues des tirailleurs ne sont pas réglementaires mais le capitaine Raymond indique qu'elles ont été données par les Américains, « sinon, nous serions en loques ».
Le sergent-chef Aloïse Diatta se détache pour saluer sa famille. Raymond les rejoint qui demande comment dire bonjour en dioula, mais le chef de famille refuse de lui serrer la main. Diatta demande des nouvelles de leur village, mais les femmes se retournent en croisant les bras sur les épaules.

### Camp de transit
Les tirailleurs défilent en rangs et au pas derrière la fanfare qui se range finalement de côté tandis que le générique se termine. Ils passent un champ de baobabs en chantant tandis que la jeep des commandants arrive au camp, accueillis par le lieutenant Pierre. Raymond espère qu'ils n'y resteront pas longtemps, rappelant que « la France leur doit beaucoup » tandis que Labrousse le rassure en affirmant que c'est un transit de quelques jours seulement.
À la demande de l'état-major, Labrousse fait un discours de remerciements sur la bravoure des tirailleurs « pour notre cher pays ». Les tirailleurs s'installent sous les ordres du caporal-chef Diarra dans les baraquements en bois et toits de tôles. Pays s'éloigne vers les barbelés de clôture du camp et les miradors. Diarra lui verse de la terre sur la main et lui dit qu'ils sont en terre d'Afrique et ne sont plus au camp de concentration de Buchenwald. Par la suite, Pays, muni d'un casque allemand, empêche des soldats d'étendre leur lessive sur les barbelés et en fait la garde jusqu'au soir. Il est considéré comme ayant perdu la raison, brisé par la guerre. Quelques photos de Buchenwald sont insérées.
Diatta reçoit sa famille qui lui dit que ses parents sont morts sous le coup d'une attaque des militaires français qui ont rasé le village. Voyant une photo de sa femme blanche et de leur fille métisse, sa tante lui demande s'il oserait amener cette femme au village et quitte les lieux sur le champ.
Les tirailleurs, qui s'expriment en petit nègre, se plaignent de la nourriture, bonne pour les cochons. Appelé, le lieutenant Pierre dit que ça lui est égal s'ils ne veulent pas manger la ration ordinaire des tirailleurs. Témoin, Diatta confie à Diarra la bonbonne apportée par sa tante, pour distribution aux hommes. Labrousse arrive avec Raymond qui trouve la nourriture infecte. Alors que Labrousse dit que cela vaut ce que les Africains mangent au village, Raymond demande ostensiblement à Diatta s'il n'aurait pas un livre à lui prêter. Diatta propose Le Silence de la mer de Vercors, et Raymond demande, provocateur, s'il pourrait le prêter à Labrousse ensuite, échangeant un sourire avec Diatta.

### Sergent-chef Diatta à Dakar
Pendant ce temps, trois tirailleurs sont allés chercher des moutons pour améliorer l'ordinaire. Un carré de tirailleurs est en train de prier. Il est demandé au marabout de tuer les bêtes, comme le veut la tradition. En ville, Diatta voit une affiche de cinéma : Le Corbeau. Les deux Africains au chapeau colonial qui disent qu'ils vont aller voir le film lui proposent en anglais des filles. Diatta les pousse pour passer. Voyant une colonne de soldats français, il enlève ses insignes, met sa cravate et demande en anglais à leur chef où se trouve le bordel. Celui-ci lui indique la direction du Coq hardi.
On entend la chanson Que reste-t-il de nos amours ? de Charles Trenet alors que Diatta croise des invités européens à une résidence et qu'un vendeur de journaux vend le journal Paris-Dakar. Diatta entre au Coq hardi, dont la clientèle et les prostituées sont blancs et où on le prend pour un Américain. Il demande un Pernod et l'on prévient aussitôt la patronne qu'« il y a un nègre ici ». Elle le jette dehors malgré ses protestations d'avoir lutté pour la France. Une prostituée métisse regarde la scène.
Dans la rue, il est arrêté par la police militaire américaine qui le prend pour un voleur en l'absence d'insignes. Son bras est cassé et ses lunettes de soleil sont volontairement piétinées. Le tirailleur Gabon a vu la scène et va prévenir les autres au camp, lesquels décident avec Diarra de faire un commando le lendemain pour le libérer, avec Ubangui, Koffi et Gabon.
Le tirailleur Niger a ramené une machine à coudre et veut s'installer comme tailleur sous le nom d'Oumarou. Un camion apportant de la viande manque d'écraser le vélo d'un tirailleur. Il s'ensuit une altercation méprisante entre le chauffeur tirailleur autochtone et les soldats africains.

### Réponse des tirailleurs
Près du Coq hardi, les quatre commandos maîtrisent un sergent américain blanc et l'emmènent dans sa jeep jusqu'au camp où ils l'enferment dans la chambre de Diatta. Le lieutenant Pierre intervient pour le libérer mais Diarra résiste. Inquiet, revolver à la main, il téléphone à Labrousse qui lui dit de ne rien entreprendre. Celui-ci se renseigne et apprend que Diatta est à l'hôpital. Au mess des officiers, il prévient Raymond de l'incident. La radio indique que les forces de l'AOF seront sollicitées pour soutenir l'effort de guerre, les alliés étant aux frontières de l'Allemagne. Labrousse dit à Raymond que l'opinion qui prévaut à l'état-major est que le comportement de ses tirailleurs est de l'indiscipline caractérisée. Ulcéré, Raymond s'oppose clairement aux affirmations racistes de ses interlocuteurs qui divisent les droits entre Nègres et Blancs.
Le lendemain matin, Labrousse et Raymond, se rendent au camp avec Diatta, le bras dans le plâtre, et un officier américain. Le sergent américain est libéré mais ni Labrousse ni le lieutenant Pierre ne parlent anglais. Raymond signale que Diatta le maîtrise parfaitement. Il interprète donc la discussion avec l'officier américain qui indique que si son gradé avait été maltraité, le camp aurait été rasé. Labrousse minimise l'incident pour le clore. L'officier américain réagit en disant que les Français ont perdu le contrôle et donc leur empire. Labrousse s'adresse aux tirailleurs pour leur dire que le camp est consigné par ordre du général. Il ajoute que les pécules et indemnités ne seront perçus que lorsqu'ils seront retournés dans leur village.
Le commando et Pays se retrouvent dans la chambre de Diatta qui rit en écoutant leur récit. Un tirailleur joue Lili Marleen à l'harmonica et Diatta remet son casque allemand sur la tête de Pays pour le rassurer. Diatta écoute ensuite l'Adagio d'Albinoni, morceau de musique préféré de son épouse, en lui écrivant une longue et émouvante lettre qu'il dit en voix off.
Le soldat américain noir de la police militaire qui avait agressé Diatta arrive en jeep au camp pour s'excuser auprès de Diatta qui le reçoit cordialement dans sa chambre. Il lui remet un cadeau et de nouvelles lunettes de soleil, après quoi Diatta lui fait écouter au phonographe Honeysuckle Rose interprété par Charlie Parker. L'Américain indique que le sergent blanc est raciste. Diatta lui parle des écrivains noirs américains comme Marcus Garvey. Il répond en rappelant qu'à Détroit, d'où il vient, les Noirs travaillent dans les usines d'automobile.

### Injustice
Des uniformes de tirailleurs avec chéchia sont distribués en remplacement des uniformes américains. Diatta se plaint de recevoir un képi d'homme de troupe, mais est éconduit par une remarque raciste. Labrousse lève la consigne et prévoit pour le lendemain l'échange des francs en francs CFA.
L'échange de tenue militaire provoque frustration et discussion. Dans un coin du baraquement, un tirailleur interprété par Ousmane Sembène (qui apparaît toujours dans ses films) fait claquer nerveusement son ceinturon. Certains vont chercher des femmes dans un village voisin.
Diatta reçoit la visite de son oncle, à qui il dit vouloir terminer ses études de droit en France. Son oncle lui dit lui avoir déjà choisi une femme avec sa défunte mère, sa fille Bintoum. Diatta dit être déjà marié et catholique, mais son oncle dit qu'au village, à Effok, les hommes sont catholiques mais ont plusieurs femmes. Diatta promet qu'à sa libération, il y passera quelques mois et lui demande d'acheter du café pour sa femme. Il lui remet pour les enfants le cadeau offert par le militaire américain (du chocolat, du sucre et du lait). L'oncle dit qu'il le donnera à Bintoum.
Le tirailleur imam appelle à la prière. Diatta reçoit la visite de Bintoum sous les baobabs : « Je suis venue pour toi ». Il ne lui répond pas et s'en va. Raymond lui rend son livre et lui demande s'il ne veut pas demander la nationalité française. Diatta répond qu'il veut rester Africain et l'invite à visiter les ruines de son village où les soldats français avaient voulu réquisitionner le riz. Raymond réplique que c'était sous le régime de Vichy et que les temps ont changé, ce à quoi Diatta répond en faisant la comparaison entre Effok et Oradour-sur-Glane et qu'il ne pourra pas oublier.
Les tirailleurs reçoivent des billets métropolitains. Ils sont appelé tour à tour par leur nom de pays comme Soudan mais aussi avec des noms d'historiens (Mamadou Diouf) ou de réalisateurs et acteurs (Camara, Sissoko et Sembène). Au moment du rassemblement, Diarra invective en allemand un chauffeur de camion qui manque de les écraser. Le taux appliqué pour le change est de 1 000 francs français pour 250 francs CFA, alors que le taux officiel est de 500 francs CFA. Pour se justifier, le commandant Auguste insinue que cet argent a pu être volé sur les champs de bataille. Diatta s'insurge et rappelle leurs faits d'armes et le refus de les embarquer à Dunkerque en 1940. Il raconte l'histoire du capitaine Charles N'Tchoréré et affirme leur droit à la prime de démobilisation, au pécule, aux indemnisations. Labrousse le désigne comme communiste sur une feuille de papier qu'il fait circuler auprès des officiers français, lesquels hochent de la tête. Il donne l'ordre à des tirailleurs autochtones de s'interposer avec des fusils braqués. Les soldats se dispersent.
Chaque chambrée nomme un délégué pour aller voir le général. Une réunion d'état-major révèle qu'il ne dispose pas des fonds nécessaires. Raymond demande la justice, à l'encontre du reste des officiers. Le général attend des nouvelles de Paris et annonce qu'il visitera le camp le lendemain.

### Révolte
Au mess des officiers, Raymond est isolé. Il entend les autres le traiter de communiste dans la cour et ferme rageusement la fenêtre. Pendant un long rassemblement au soleil, la chambre de Diatta est fouillée par deux officiers, ainsi que les chambrées à la recherche d'armes. Le général confirme le taux de change annoncé : il est fait prisonnier par les tirailleurs tandis qu'un insert indique : « 30 novembre 1944, 10 heures ». Labrousse somme Diatta d'intervenir mais il refuse, disant que son engagement avait cessé deux ans auparavant et qu'on l'avait maintenu de force. Labrousse voudrait pouvoir faire intervenir la garde mais elle n'a pas de munitions. Tandis que Pays surveille le général, les tirailleurs s'emparent des miradors. Le lieutenant Pierre informe l'état-major et le commandant Auguste évacue l'argent. Diatta ramasse le képi du général et lui rend. Il confirme aux tirailleurs qu'il est avec eux. Ils décident de garder le général jusqu'à ce qu'il paye.
Auguste revient au camp avec Raymond. Labrousse lui demande de leur parler. Il prend Diatta à part pour le prévenir qu'il s'agit d'un acte de rébellion. Il offre d'aller voir le gouverneur, voire le ministre des Colonies à son retour à Paris. « Le droit ne se discute ni ne se négocie. Maintenant nous combattons pour l'Afrique », lui répond Diatta. Sous la contrainte, le général accepte d'appliquer le taux réglementaire. Pays met en doute sa parole mais il redonne sa parole d'officier général. Diatta lui demande de le répéter dehors devant les soldats qui crient victoire tandis que les officiers quittent le camp. Le lieutenant Pierre indique au téléphone qu'il évacue les tirailleurs autochtones et quitte lui-même le camp.

### Répression
À la nuit, les tirailleurs font la fête, chantent et dansent avant d'aller se coucher. Du haut de son mirador, Pays fait le guet, mais s'assoupit. Il est réveillé par l'arrivée d'engins blindés. Il prévient les tirailleurs endormis mais ils ne le croient pas. Un insert indique : « 1er décembre 1944 - 3 heures du matin ». Sur une musique dramatique de cuivres, les canons tirent, provoquant la panique des tirailleurs qui courent en tout sens. Les baraquements brûlent et les mitraillettes des engins déciment les soldats qu'un panoramique détaille au sol.
Sur un insert qui indique : « 5 heures du matin », un panoramique balaye le ciel rougi avant l'aube tandis qu'un harmonica répète la musique du massacre. Les survivants entassent les corps dans des fosses et les enterrent en pleurant. Le général apparaît sur son balcon à côté du drapeau français, pipe à la bouche. Auguste et Labrousse viennent lui dire que ses ordres ont été exécutés. Il précise que le ministre des Colonies ainsi que le gouverneur général de l'AOF les ont approuvés.
Sur la même musique répétitive d'harmonica, les visages des tirailleurs qui nous sont devenus familiers se succèdent en superposition sur le départ des recrues tirailleurs par bateau sous la direction du capitaine Raymond. Ils agitent leurs chéchias tandis que le bateau s'éloigne du quai. L'oncle de Diatta et Bintoum portant le sac de café à l'intention de la femme de Diatta ainsi qu'une poupée noire ne le voient pas. Bintoum pleure.

## Fiche technique
- Réalisation : Ousmane Sembène
- Image : Smaïl Lakhdar Hamina[9]
- Montage : Kahéna Attia[9]
- Electricien : Moussa Touré
- Musique originale : Ismaila Lo, enregistrée à la Radiodiffusion et télévision tunisienne par T. Oueslati
- Scénario : Ousmane Sembène et Thierno Faty Sow[9]
- Coproduction[10] : Filmi Domireew (Sénégal), Société nationale de production cinématographique (Sénégal), SATPEC (Tunisie), ENAPROC (Algérie), Films Kajoor[9] et Société nouvelle Pathé cinéma[9].
- Producteurs : Mustapha Ben Jemia, Ouzid Dahmane, Mamadou Mbengue[9]
- Pays de production :  Sénégal -  Algérie -  Tunisie
- Format : couleurs
- Durée : 147 minutes
- Genre : drame
- Dates de sortie :
  - Italie : septembre 1988 (Mostra de Venise 1988) ; 26 mai 1989 (sortie nationale)
  - France : 1998 (salles d'art et d'essai)[11]

Le film présenté au Festival de Cannes 2024 est restauré avec la Hobson/Lucas Family Foundation par The Film Foundation's World Cinema Project et la cinémathèque de Bologne au laboratoire L'Immagine Ritrovata en association avec le ministère tunisien de la Culture et le ministère sénégalais de la Culture et du Patrimoine historique.

## Distribution
Le générique de départ indique les acteurs par ordre alphabétique sans indication de rôle :
- Sidiki Bakaba (Sigiri ou Sijirii Bakara) : Pays
- Mohamed Camara : Ubangui
- Ismaila Cisse
- Abacar Sy Cisse
- Moussa Cissoko
- Eloi Coly
- Ismaël Lô : le soldat joueur d'harmonica
- Pierre Londiche
- Camara Med Dansogho
- Marthe Mercadier : la tenancière du Coq hardi
- El Hadj Ndiaye
- Thierno Ndiaye
- Oumarou Nieno
- Pierre Orma
- Daniel Odimbossoukou
- Ibrahim Sane : le sergent-chef Diatta
- Jean-Daniel Simon : le capitaine Raymond
- Gustave Sorgho
- Gabriel Zahon
- Koffi Saturnin Zinga
- Casimir Zoba dit Zao : un soldat congolais

Le générique de fin indique les autres acteurs sans indication de rôle :
John Peterson, Marcel Duplouy, Gérard Maxent, Robert Morgan, Charles Estifian, Eric Dudoit, Laurent Kunrz, Adama Sambou, Innocence Coly, André Massoni, Philippe Chamelat, Lamine Mane, Léopoldine Robert et Marie-Eve Duplouy
En dehors de Sidiki Bakaba et Mohamed Camara, quelques Français, un Allemand et un Américain, les acteurs sont presque tous des amateurs.

## Écriture du film
Le film s'inscrit dans la continuité d'un précédent film de Sembène, Emitaï (1971), qui fait référence au massacre d'Effok, où un village avait été détruit par les forces coloniales en 1943. Le propos est le même : faire un film historique pour dénoncer le colonialisme,.
Thierno Faty Sow se décide à écrire le film quand son père lui raconte ce qui s'est passé pour lui en 1944 alors qu'il est inspecteur des PTT : il écrivait dans un journal lorsqu'on lui a demandé de rectifier un article où il condamnait les colons ; il est muté au fin fond du Sénégal, démissionne et n'est réintégré qu'en 1951.
Selon Cécile Van den Avenne, le scénario utilise ses personnages comme des types, ce qui sert son propos politique : elle donne l'exemple du sergent-chef Diatta, très acculturé, mais décalé dans la société française comme dans la société africaine, et donc fragile.

### Rôle des langues
Les tirailleurs viennent de toute l'Afrique-Occidentale française : n'ayant pas de langue en commun, ils échangent en français tirailleur, un pidgin. L'écriture de ces dialogues en utilisant cette langue semble un choix tout à fait approprié à James Leahy, choix qui participe à la dramaturgie du film, et assure que les spectateurs de tout l'Ouest francophone de l'Afrique pourront suivre le film. Elle ajoute un supplément de vraisemblance historique, selon Cécile Van den Avenne. Or la parole joue un rôle essentiel dans le film, puisqu'il s'agit pour les tirailleurs d'obtenir satisfaction à leurs revendications et de contester les injustices.
Le film montre le rôle et le fonctionnement différents de la parole au sein des tirailleurs, et entre Européens. Les Blancs parlent un français standard ; les tirailleurs parlent le français tirailleur, à l'exception du sergent-chef, qui non seulement parle ces deux variétés de français, mais est aussi le seul personnage francophone du film à pouvoir converser en anglais, ce qui humilie les officiers français mais lui vaut aussi des mésaventures avec la police militaire américaine. En même temps que la hiérarchie militaire, la hiérarchie des langues est remise en cause, l'usage du français tirailleur facilitant ce renversement, car il ne dispose pas de vouvoiement ; le tutoiement des tirailleurs par les officiers se renverse : les tirailleurs, quand ils adressent leurs revendications aux officiers avec leur français déprécié, les tutoient car il n'y existe pas de vouvoiement (et donc ne manifestent pas de respect par la langue).
Le débat entre les tirailleurs tient une place importante, reflet des sociétés africaines ; mais il prend ici une tournure particulière car il a lieu entre personnes qui n'ont pas de langue en commun. C'est avec le mauvais outil du français tirailleur qu'ils le font, démontrant leurs talents d'éloquence, et parvenant à développer leur conscience collective d'Africains colonisés, leur permettant de s'attaquer aux hiérarchies imposées par les Blancs,. Le français tirailleur est donc utilisé comme une arme, et la dépréciation raciste dont il est l'objet fait l'objet d'une subversion.
Finalement, certaines scènes se dénouent par la parole, comme la séquestration du général qui se clôt par la parole donnée par le général (trois fois) que l'échange des billets se fera à la bonne parité, ce qui signe la coupure entre deux mondes : celui des tirailleurs qui croient à la parole, et celui des officiers de la coloniale pour qui elle est un outil, quitte à mentir.

### Écarts avec la réalité historique
Plusieurs éléments du film sont en discordance avec la réalité historique, telle qu'elle pouvait être connue au moment de l'écriture du scénario ou de la réalisation du film. Sabrina Parent estime qu'il faut chercher plus loin que la distraction ou la malhonnêteté intellectuelle, y voyant dans certaines scènes de Camp de Thiaroye des choix esthétiques, insistant sur les recherches soigneuses d'Ousmane Sembène préalables à la création du film. Ainsi, le critique Kenneth Harrow reproche à la scène finale de cacher le visage des massacreurs (que l'on pensait, jusqu'aux années 2010, être des tirailleurs non-mutinés) et accuse donc Sembène de manichéisme entre les « bons » colonisés et les « mauvais » colonisateurs, simplifiant la situation. Or, tout au long du film, on voit des tirailleurs démobilisables et désarmés surveillés par d'autres tirailleurs armés, des tirailleurs armés menaçant des tirailleurs revendicatifs, sur ordre d'un officier. Sembène ne cache donc pas les différentes attitudes adoptées par les tirailleurs ; de plus, il cherche même à les mettre en avant, dans le cadre de sa dénonciation du colonialisme qui aboutit justement à mettre les colonisés dans ce genre de situations intenables. Enfin, l'image de chars tirant à la mitrailleuse dans la nuit est un élément dramatique, traduisant la démesure de la réponse des autorités coloniales, et la déshumanisation en œuvre dans les colonies.

## Citations
Ousmane Sembène a été formé aux écoles de cinéma en URSS dans les années 1960. Dans Camp de Thiaroye, deux scènes sont des citations du classique du cinéma soviétique, Le Cuirassé Potemkine : la scène où les tirailleurs protestent contre la très mauvaise qualité de la nourriture évoque une scène similaire qui déclenche la mutinerie sur le cuirassé russe ; et la scène finale du massacre évoque celle où les mutins du Potemkine tirent au canon. Ces deux références permettent de situer l'épisode historique du massacre de Thiaroye comme un préliminaire aux indépendances.

## Diffusion
Ce film, pourtant prix spécial du jury à la Mostra de Venise 1988 et prix Unicef[réf. nécessaire], ne fut pas diffusé en salles en France, ce qui lui donne une réputation de film censuré (bien qu'il ait été diffusé en festival et dans des projections au coup par coup). Un soupçon pèse depuis 1989 sur la possibilité de pressions de l'État français pour qu'il soit retiré des salles.
Il aurait eu une sortie discrète à Paris le 7 janvier 1998 et aurait été exploité pendant trois ans au Sénégal[réf. souhaitée] [Par qui ?].
Il est diffusé en coffret cinq DVD par la Médiathèque des trois mondes et le Centre national de la cinématographie en 2005.
Le film est projeté en 2024 lors de la 77e édition du Festival de Cannes.
Deux organisations sont notées comme des distributrices du film :
- Médiathèque des Trois Mondes (M3M) : France ;
- New Yorker Films : États-Unis.

## Réception
Le Soleil titre « Grande première de Camp de Thiaroye : flash sur l'oubli » en une le lendemain de la première du film, à laquelle ont assisté le président de la République, le président de l'Assemblée nationale et le ministre de la Communication. Les critiques saluent la variété des profils psychologiques des personnages ; c'est aussi à partir de ce film que l'équivalence entre le massacre de Thiaroye et les camps de concentration nazis est posée. Le film obtient un grand succès public et critique au Sénégal. Lors de la première projection, l'ambassadeur français à Dakar quitte la salle
Bien qu'il ne soit pas diffusé en France, il suscite dès sa sortie la réaction des institutions qui tiennent à rappeler la version officielle (celle de l'armée française) du massacre de Thiaroye. Ainsi, l'Inspection des troupes de marine (anciennes troupes coloniales) de l'armée française publie un communiqué qui rappelle que les officiers ont réagi à une rébellion, et que le massacre produisit « un effet salutaire », ramenant les tirailleurs à l'obéissance. De son côté, l'ambassade de France mandate le prêtre Joseph Roger de Benoist, historien à l'Institut fondamental d'Afrique noire, pour rétablir la vérité officielle, en lui fournissant quelques archives. Il publie un article dans Le Soleil du 21 février 1989, reprenant les grandes lignes de la version établie par l'armée en 1944 : maintien de la discipline, archives authentiques, bilan de 35 morts.
Lorsqu'il est projeté dans une petite salle à Paris en 1998, L'Humanité, La Vie, Témoignage chrétien et Le Canard enchaîné publient des critiques favorables ; le reste de la presse ignore ou est défavorable au film.

### Distinctions
- Mostra de Venise 1988 : Prix spécial du jury, Prix Unicef ;
- Festival panafricain du cinéma et de la télévision de Ouagadougou 1989 : prix Institut des peuples noirs[20].

Le film est également diffusé au 32e Festival du film de Londres.